# Kingstown (Maryland)
Kingstown é uma Região censo-designada localizada no estado americano de Maryland, no Condado de Queen Anne's.

## Demografia
Segundo o censo americano de 2000, a sua população era de 1644 habitantes.

## Geografia
De acordo com o United States Census Bureau tem uma área de
6,6 km², dos quais 5,8 km² cobertos por terra e 0,8 km² cobertos por água.

## Localidades na vizinhança
O diagrama seguinte representa as localidades num raio de 20 km ao redor de Kingstown.